# Clayton (Iowa)
Pour les articles homonymes, voir Clayton.
Clayton est une ville du comté de Clayton, en Iowa, aux États-Unis. Elle est incorporée le 23 novembre 1901.

## Source de la traduction
- (en) Cet article est partiellement ou en totalité issu de l’article de Wikipédia en anglais intitulé « Clayton, Iowa » (voir la liste des auteurs).